# 錫塞倫

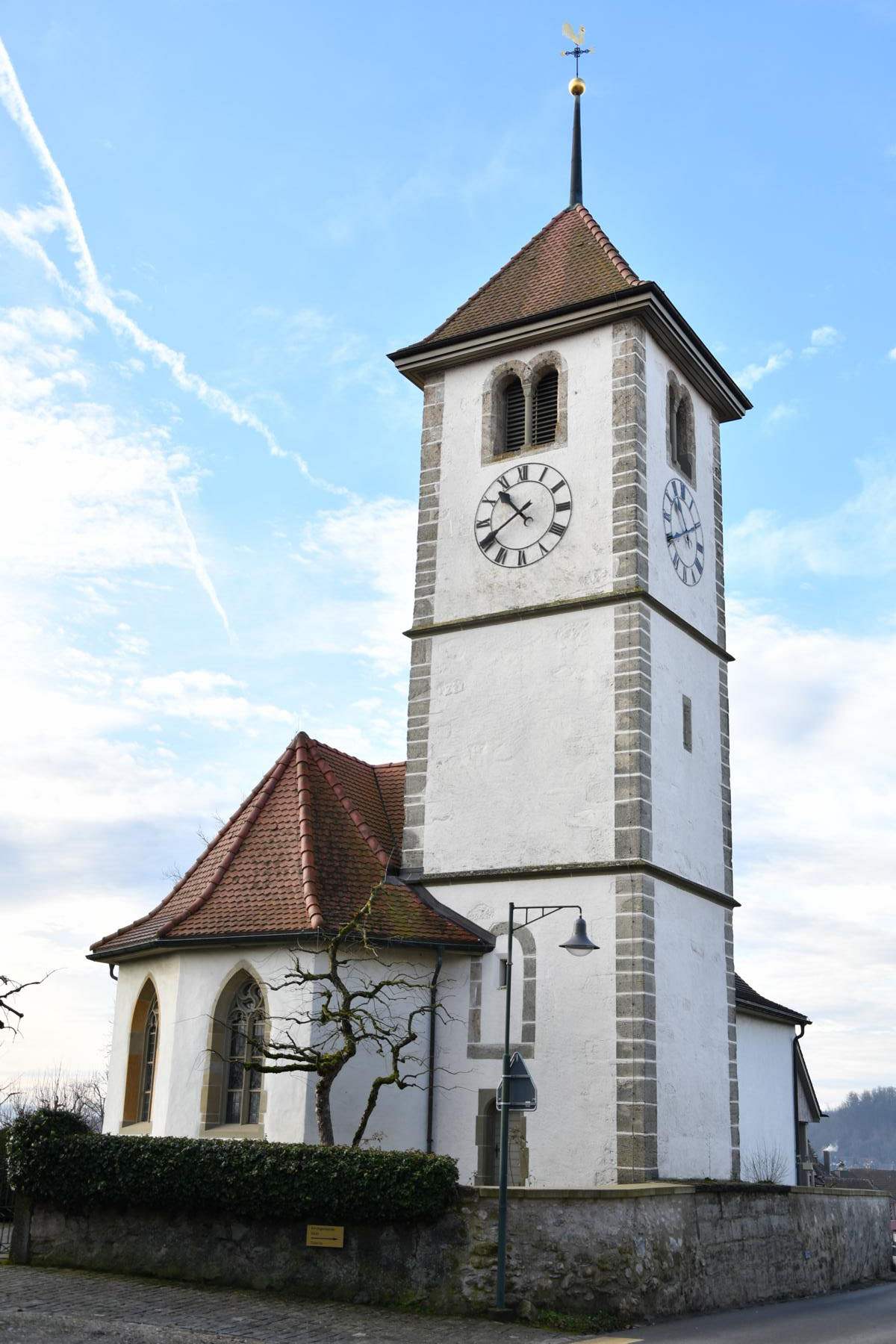

錫塞倫是瑞士的城鎮，位於該國中西部，由伯恩州負責管轄，面積5.52平方公里，海拔高度460米，2011年人口588，八成人口信奉基督教，人口密度每平方公里107人。